# Emblema da Itália
O Emblema da República Italiana (em italiano, emblema della Repubblica Italiana) tem sido o símbolo da República Italiana desde 5 de maio de 1948. O armorial dos rolamentos da Casa de Saboia, gules uma cruz argent, foram previamente usados pelo antigo Reino de Itália; os apoiantes, em ambos os lados é um leão galopante ou, então, substituir a fasci littori durante a era fascista.

## Elementos
O emblema compreende uma estrela branca de cinco pontas ladeada por dois ramos, com uma bela borda vermelha, sobreposta em cima de uma engrenagem, entre um ramo de oliveira do lado esquerdo e um ramo de carvalho do lado direito. Os ramos verdes são, por sua vez, unidos por uma fita vermelha com a inscrição REPVBBLICA ITALIANA a branco e em letras maiúsculas.
- O elemento dominante é uma estrela de cinco pontas; um antigo símbolo secular da Itália, conhecida como Stellone d'Italia, pretendia proteger a nação e utilizada como o brasão de armas do Reino de Itália de 1870 a 1890.[3] Iconográfica do Risorgimento, geralmente é visto brilhando radiante ao longo da Italia Turrita, a personificação da Itália. A estrela marcou o primeiro prémio de reconstrução republicana, a Ordem de della Stella della Solidarietà Italiana, e ainda indica membros das Forças Armadas.

- A Engrenagem refere-se à o Artigo 1º da Constituição da República Italiana:  "A Itália é uma república democrática, construída sobre o trabalho." [4]

Também a sua forma lembra uma coroa mural, como a usada pela Italia Turrita (significando com torres), típico da heráldica civil italiana de origem comunal.
- A oliveira representa o ramo da República, do desejo de paz, harmonia em casa e fraternidade no estrangeiro, tal como expressa na Constituição: "A Itália repudia a guerra como instrumento de ofensa à liberdade de outros povos e como meio de resolução de controvérsias internacionais." (Artigo 11)[4]

O ramo de carvalho é símbolo da força e dignidade do povo italiano. Ambos, os carvalhos e as oliveiras, também são característicos da paisagem italiana.

## História

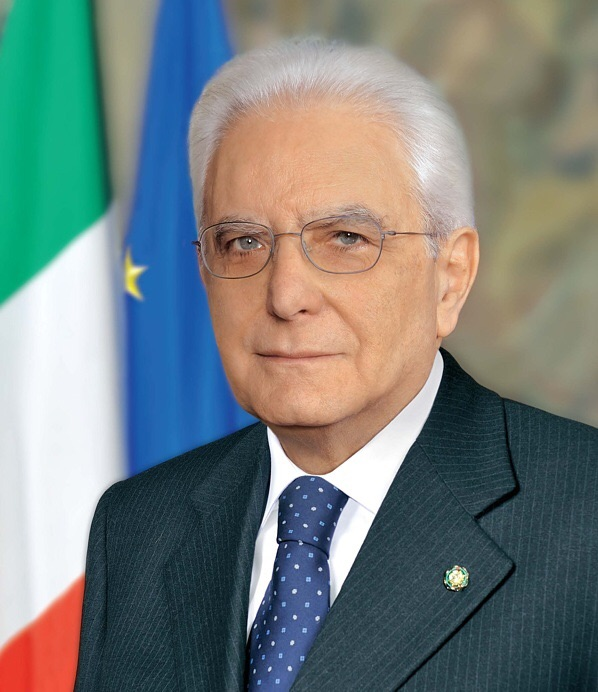
O presidente Sergio Mattarella, com o emblema da Itália na lapela, em foto oficial exibida em órgãos públicos.

A decisão de prestar a nova República Italiana com um emblema foi tomada pelo governo de Alcide De Gasperi, em outubro de 1946. O projeto foi escolhido por concurso público, com a exigência de que os emblemas dos partidos políticos serem proibidos e a inclusão do Stellone d'Italia, "inspirado por um sentimento da terra e dos municípios." Aos cinco vencedores foram atribuídas novas exigências para o desenho do emblema, "um anel que tem torres moldada a coroa", rodeado por uma grinalda de folhagem e flora italiana. Abaixo uma representação do mar, e, sobretudo, a estrela amarela, com a lenda Unità e Libertà ou Unidade e Liberdade em língua italiana. O vencedor foi Paolo Paschetto, professor do Instituto de Belas Artes de Roma de 1914 a 1948, e o desenho foi apresentado em fevereiro de 1947, juntamente com os outros finalistas, numa exposição na Via Margutta. Esta versão, no entanto, não se teve com aprovação pública, de forma que um novo concurso foi realizado, e novamente venceu Paolo Paschetto. O novo emblema foi aprovado pela Assembleia Constituinte em fevereiro de 1948, e oficialmente aprovado pelo presidente da República Italiana, Enrico De Nicola, em Maio de 1948.

## Brasões históricos

Reino de Itália (1861–1946)
República Social Italiana (1943–1945)